# Mobipocket
MOBI – format plików dla publikacji cyfrowych stworzony przez francuską firmę Mobipocket SA. Pierwotnie był rozszerzeniem formatu PalmDOC HTML uzupełnionym o własne znaczniki danych. Wiele dokumentów wciąż z tej formy korzysta.
W roku 2005 firma Mobipocket, została przejęta przez Amazon.com, który obecnie wykorzystuje w swoich czytnikach Amazon Kindle format AZW będący rozszerzeniem oryginalnego formatu MOBI o funkcje DRM.
Nowe rozszerzenia formatu, mogą powodować problemy przy próbie odczytania dokumentu na starszych urządzeniach. Książki w oryginalnym, nieszyfrowanym formacie MOBI można odczytać za pomocą alternatywnych programów jak np. 
Okular czy Calibre.
Alternatywnym, otwartym odpowiednikiem tego formatu jest format EPUB.